# Heinrich Kiepert
Heinrich Kiepert (Berlin, 31. srpnja 1818. − Berlin, 21. travnja 1899.), njemački zemljopisac i kartograf koji je djelovao tijekom 19. stoljeća.

## Životopis
Već u mladosti prilikom putovanja s roditeljima H. Kiepert pokazivao je poseban interes za zemljopis i crtao je razne skice. Njegov talent prepoznao je L. von Ranke, povjesničar i obiteljski prijatelj Kiepertovih koji im je savjetovao smjernice za školovanje mladog Heinricha. Gimnaziju je pohađao kod mladog filologa A. Meinekea prilikom čega je razvio interes i za antičko razdoblje. Već tijekom tog razdoblja mladi je Kiepert kritizirao pogreške na školskim povijesnim zemljovidima.
Visoko obrazovanje Kiepert je stekao na sveučilištu u Berlinu gdje je pohađao povijest, filologiju i geografiju. Koncem 1840-ih godina u suradnji s C. Ritterom objavio je svoj prvi rad „Atlas Grčke i njenih kolonija” (njem. Atlas von Hellas und den hellenischen Kolonien) kojim se istaknuo u sferi povijesne kartografije. Nedugo kasnije Kiepert je sastavio i 
„Povijesno-zemljopisni atlas starog svijeta” (njem. Historisch-geographischer Atlas der alten Welt). Godine 1863. u Berlinu je izdan i „Antički atlas” (lat. Atlas antiquus) na njemačkom jeziku koji će narednih desetljeća biti preveden i na engleski, francuski, ruski, nizozemski i talijanski jezik.
Godine 1893. Kiepert je na latinskom izdao i prvi veliki Atlas antičkog svijeta pod nazivom Formae orbis antiqui, koji se dijelom temeljio i na njegovim putovanjima osmanlijskom Malom Azijom. Kiepert je predavao geografiju na Berlinskom sveučilištu od 1854. do svoje smrti 21. travnja 1899. godine, a opsežan i nedovršeni rad koji je ostavio iza sebe nastavio je dorađivati njegov sin Richard.

## Opus
- (njem.) Topographisch-historischer Atlas von Hellas und den hellenischen Colonien (Berlin, 1848.)
- (njem.) Historisch-geographischer Atlas der alten Welt (Weimar, 1851.)
- (njem.) Karte von Palastina für Schulen (Berlin, 1857.)
- (njem.) Atlas antiquus (Berlin, 1863.)
- (njem.) General-karte des Osmanischen Reiches in Asien (Berlin, 1867.)
- (tal.) Mirabilia Romae, e codicibvs vaticanis emendata (Rim, 1869.)
- (njem.) Neuer hand atlas über alle theile der erde (Berlin, 1871.)
- (engl.) A manual of ancient geography (London, 1881.)
- (njem.) Lehrbuch der alten geographie (Berlin, 1878.)
- (fr.) Manuel de géographie ancienne (Pariz, 1887.)
- (njem.) Formae orbis antiqui (Berlin, 1893.)
- (lat.) Formae urbis Romae antiquae (Berlin, 1896.)

## Poveznice
- Povijest kartografije